# 湯金島
湯金島（英語：Tonkin Island），是南極洲的島嶼，位於葛拉漢地東岸的鮑曼海岸，處於喬伊斯角東南面20公里的拉森冰架，長6公里，在1940年由美國研究隊發現和拍攝空中照片，現時由南極條約體系管理。